# Shofar

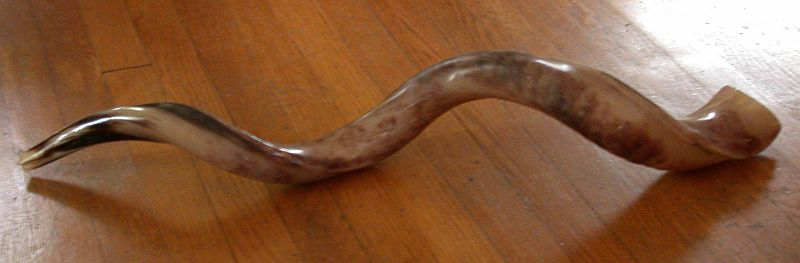
Um shofar no estilo Iemenita

O shofar (do hebraico שופר) ou, em sua forma aportuguesada, xofar é considerado um dos instrumentos de sopro mais antigos. Somente a flauta do pastor — chamada ugav, na Bíblia — tem registro da mesma época, mas não tem função em serviços religiosos nos dias de hoje.
O shofar não produz sons delicados, como o clarim moderno, a trombeta ou outro instrumento de sopro e, para os judeus, não é apenas um instrumento "musical", mas sim um instrumento tradicionalmente sagrado.
Na tradição judaica, lembra o carneiro sacrificado por Avraham (Abraão) no lugar de Yitschac (Isaac) através da história da Akedá, lida no segundo dia de Rosh Hashaná.

## Ocasiões em que era tocado

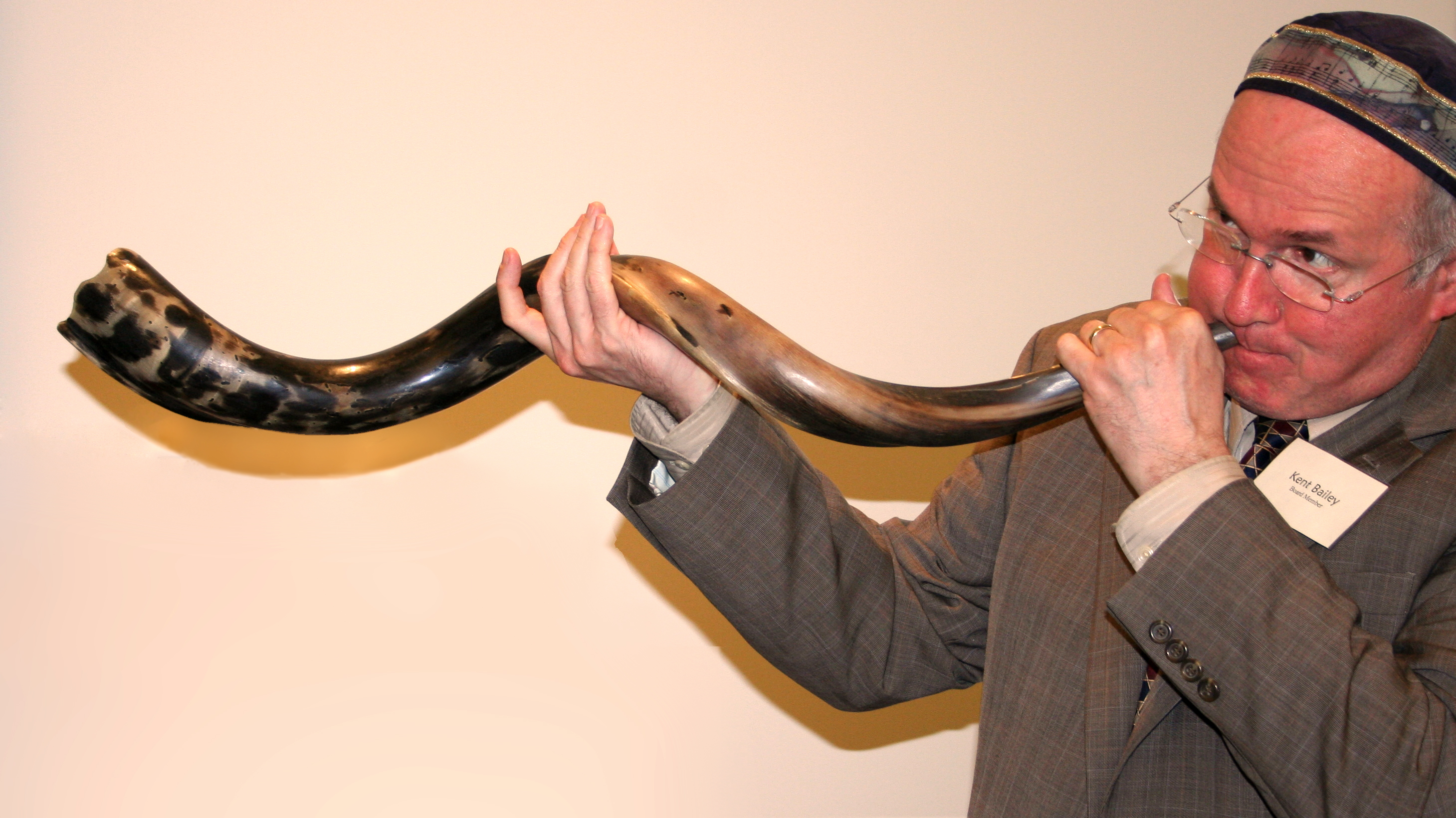
Homem tocando o Shofar

Nos tempos antigos, o shofar era usado em ocasiões solenes. A palavra shofar é mencionada pela primeira vez em conexão à Revelação Divina no Monte Sinai, quando "a voz do shofar era por demais forte e todo o povo do acampamento tremeu".

## O shofar no Midrash
O shofar é feito de um chifre de animal casher (considerado limpo). Qualquer chifre pode ser usado para o shofar, exceto vaca ou touro, pois estes chifres são chamados em hebraico de "keren" e não shofar, e também porque seu chifre poderia remeter ao Bezerro de Ouro que os filhos de Israel fizeram no deserto, ao deixarem o Egito.
Geralmente, e de preferência, o shofar é feito de um chifre de carneiro, em memória do carneiro que foi oferecido em lugar de Yitzhak (Isaac), que permitiu-se ser atado e colocado sobre o altar como um sacrifício a Deus.
O shofar é tocado em Rosh Hashaná após a leitura da Torá, antes e durante a oração de mussaf. Embora uma mitzvá não deva ser adiada, havia uma boa razão para adiar o toque do shofar para depois da leitura da Torá. Isso aconteceu numa comunidade judaica cercada por inimigos, em que o shofar foi tocado de manhã bem cedo. Os inimigos pensaram que os judeus estivessem convocando para uma rebelião contra eles, então os cercaram e os mataram. A partir daí decidiu-se por tocar o shofar após a leitura da Torá, pois quando os inimigos viam que os judeus já haviam feito parte de suas preces pacificamente, percebiam que era uma reunião pacífica para a oração, e não uma rebelião contra eles.
Rashi explica que houve um tempo quando os judeus foram proibidos de tocar o shofar. Guardas eram postados para vigiá-los até que o serviço da prece de Shacharit estivesse concluído. Os judeus por isso tocavam o shofar mais tarde, durante o serviço Mussaf, e assim permaneceu esta regra, de tocar o shofar após o serviço de Shacharit. Existe ainda outra razão: naquela época, os judeus já eram coroados com os mitsvot, os preceitos entre os quais tzitzit, Shemá ("ouve, Israel"), e a leitura da Torá. Então vem o shofar e lhes traz o perdão.

## As bênçãos
O toque do shofar em Rosh Hashaná é um mandamento da Torá.[carece de fontes?]
Esta é a bênção: "Bendito és Tu, Eterno, nosso Elohim, Rei do Universo, que nos santificou com Seus mandamentos e nos ordenou ouvir a voz do shofar."[carece de fontes?]